# Curricabark River
Der Curricabark River ist ein Fluss im Osten des australischen Bundesstaates New South Wales.
Er entspringt unterhalb des Cootera Hill nördlich des Barrington-Tops-Nationalparks. Von dort fließt er nach Nordosten durch unbesiedeltes Gebiet und mündet nordwestlich des Woko-Nationalparks in den Barnard River.